# مملكة ماتارام
مملكة ميدانج أو مملكة ماتارام القديمة أو مملكة ماتارام الهندوسية (بالإندونيسية: Kerajaan Medang)‏هي دولة في تاريخ إندونيسيا. تقع هذه المملكة في جاوة الوسطى وكانت في القرن الثامن ثم انتقلت إلى جاوة الشرقية في القرن العاشر. ترك ملوك هذه المملكة آثارا تاريخية مثل المعابد الهندوسية والبوذية وأيضا النقوش الحجرية الموزعة في جاوة الوسطى وجاوة الشرقية. سقطت هذه المملكة في القرن الحادي عشر.

## النقوش الحجرية
- ميدانج إي بهومي ماتارام (في عصر زانجايا)
- ميدانج إي مامراتي (في عصر راكاي بيكاتان)
- ميدانج إي بوهبيتو (في عصر دياه باليتونج)
- ميدانج إي بهومي ماتارام (في عصر دياه واوا)
- ميدانج إي تامولانج (في عصر مبو سيندوك)
- ميدانج إي واتوجالوه (في عصر مبو سيندوك)
- ميدانج إي وواتان (في عصر دهارماوانجسا تيجوه)

## الملوك
- زانجايا، مؤسس مملكة ميدانج
- راكاي باناجكاران، أول حكام قبيلة سيلندرا
- راكاي بانونجالان أو دهارانيندرا
- راكاي واراك أو ساماراجراويرا
- راكاي جارونج أو ساماراتونجا
- راكاي بيكاتان زوج برامواردهاني، أول نهضة قبيلة سانجايا
- راكاي كايوانجي أو دياه لوكابالا
- راكاي واتوهومالانج
- راكاي واتوكورا دياه باليتونج
- مبو داكسا
- راكاي لايانج دياه تولودونج
- راكاي سومبا دياه واوا
- مبو سيندوك، أول عصر جاوة الشرقية
- سري لوكابالا زوج سري إيسياناتونجاوبجايا
- ماكوتهاوانجساواردهانا
- دهارماوانجسا تيجوه، آخر ملك

## الهيكل التنظيمي في الحكومة
- الملك ولقبه راتو، في عصر راكاي بانانجكاران غير لقب راتو إلى سري ماهاراجا
- راكريان ماهامانتري إي هينو وهو ولي العهد
- راكريان ماباتيه هينو وهو كرئيس الوزراء
- ماهامانتري إي هالو هذا لقب ملكي
- ماهامانتري إي سيريكان هذا لقب ملكي
- ماهامانتري ويكا هذا اللقب في قبيلة إيسيانا فقط
- ماهامانتري باوانج هذا اللقب في قبيلة إيسيانا فقط
- راكريان كانوروهان وهو كالوزير

## سكان
أكثر سكان هذه المملكة هم الفلاحون، وأما الدين الرسمي في عصر سانجايا هو الهندوسية على مذهب شيڤا. ثم غيره ملك من قبيلة سيلندرا إلى دين البوذية على مذهب ماهايانا. في عصري راكاي بيكاتان وقبيلة سانجايا تعايش دينا الهندوسية والبوذية بالتسامح.

## الآثار التاريخية
تركت المملكة آثارا تاريخية كثيرة، مثل المعابد الهندوسية والبوذية الآتية:
- معبد كالاسان
- معبد بلاوسان
- معبد برامبانان
- معبد سيوو
- معبد ميندوت
- معبد باوون
- معبد سامبيساري
- معبد ساري
- معبد كيدولان
- معبد مورانجان
- معبد إيجو
- معبد بارونج
- معبد سوجيوان
- معبد بوروبودور إحدى مواقع التراث العالمي التي أقرتها اليونسكو.[1]